# Anunciaron tormenta
Anunciaron tormenta es una película documental española de 2020 dirigida y producida por Javier Fernández Vázquez. El documental se centra en Ësáasi Eweera, uno de los últimos reyes del pueblo Bubi en la isla de Bioko, Guinea Ecuatorial, quien fue capturado por las autoridades en 1904 y murió en extrañas circunstancias. A través de su historia, se combina material de archivo y testimonios para reflexionar sobre el legado del colonialismo español en la isla, haciendo uso de recursos del cine experimental.

## Sinopsis
Ësáasi Eweera, uno de los últimos reyes del pueblo Bubi en la isla de Bioko, Guinea Ecuatorial, opuesto a las autoridades coloniales españolas, es capturado en 1904 por ellas y muere en extrañas circunstancias. La película reabre el caso un siglo después. Los informes oficiales de las autoridades españolas involucradas, conservados en el Archivo General de la Administración, son leídos por actores y contrastados con entrevistas con los bubis. Estas, que en el tramo final transcurren en idioma bubi, disputan elementos de la narrativa oficial y hacen referencia a prácticas de brutalidad y colonialismo cultural y lingüístico. 

## Producción
La película fue producida con la ayuda del Ayuntamiento de Madrid y con el apoyo de ECAM y de Progressio, un proyecto del ICA de Londres, la Cineteca de Madrid y el Sundance Institute. 

## Recepción
La película se estrenó en el 70º Festival Internacional de Cine de Berlín, dentro de la sección Forum, y en el Festival Internacional de Cine de Pontevedra, donde resultó ganadora de la sección Latexos. También participó en Festival Internacional de Cine de Viena, DocLisboa y Documenta Madrid, entre otros festivales. Fernando Bernal de Cinemanía lo calificó con 4.5 de 5 estrellas. 